# Cugnasco-Gerra
Cugnasco-Gerra is een gemeente in het Zwitserse kanton Ticino en maakt deel uit van het district Locarno.
Cugnasco-Gerra telt 2.898 inwoners.

## Geschiedenis
De gemeente is op 20 april 2008 ontstaan door de fusie van de toenmalige zelfstandige gemeenten Cugnasco en Gerra. Gerra bestond uit twee van elkaar gescheiden delen: In het noorden het grote deel: Gerra Valle en in het zuiden, voor de fusie grenzend aan Cugnasco, het veel kleinere gebied Gerra Piano. Op 18 oktober 2020 werd Gerra Valle van Cugnasco-Gerra afgesplitst en opgenomen in de op die dag gevormde gemeente Verzasca.
Ascona · Brione sopra Minusio · Brissago · Centovalli · Cugnasco-Gerra · Gambarogno · Gordola · Lavertezzo · Locarno · Losone · Mergoscia · Minusio · Muralto · Onsernone · Orselina · Ronco sopra Ascona · San Nazzaro · Tenero-Contra · Terre di Pedemonte · Verzasca